# レイフ・セーゲルスタム
レイフ・セーゲルスタム（Leif Segerstam, 1944年3月2日 - 2024年10月9日）は、フィンランドの指揮者、作曲家。ヴァーサ出身（母語はスウェーデン語）。

## 経歴
シベリウス音楽院やニューヨークのジュリアード音楽院で学ぶ。ウィーン国立歌劇場などでヨーロッパ各地で指揮者を務める傍ら、ドイツのラインラント＝プファルツ州立フィルハーモニー管弦楽団などの常任指揮者を長く務め、また作曲家として数々の作品を発表している。特に交響曲は、委嘱無しで自主的に作曲しているにもかかわらずハイドンを超える超多作ぶりで、300曲以上に達している。指揮者として客演する際、自作の交響曲を演奏することもある。指揮者のいない空間を作り、コンサートマスターを指揮台に上がらせ、自らオーケストラピアノを弾くための作曲である、とされている。それらの交響曲の演奏は多数、Youtube他の動画投稿サイトに投稿されている。
シベリウスなど北欧物のほか、マーラーやベルク、ワーグナーやプッチーニなどのイタリア物のオペラなど幅広いレパートリーを誇り、自作を含む数々のレコーディングも行っている。
故国の指揮の名教授ヨルマ・パヌラを継いでシベリウス音楽院の指揮科の教授の他、1977年から1988年までフィンランド放送交響楽団の首席指揮者、1996年から2008年までヘルシンキ・フィルハーモニー管弦楽団の音楽監督なども務めた。
2024年10月9日、ヘルシンキで死去。80歳没。

## 作品
- 交響曲：343曲[5]
- 小交響曲：30曲[6]
- 弦楽四重奏曲：30曲
- ヴァイオリン協奏曲：13曲
- チェロ協奏曲：8曲
- ヴィオラ協奏曲：4曲
- ピアノ協奏曲：4曲

### 作風
多数の交響曲については、当初はインク書きですべてのパートが判読可能な程度に記譜されていたものの、近年の作曲はすべて鉛筆の判読困難な書きつけで、自由な不確定性が達成されているオープンスコアである。不確定性があっても、全体の和声や旋律が大きく演奏のたびに変わってしまうということはなく、ピアノの前に座っているセーゲルスタム本人あるいはコンサートマスターが指示を出して次のセクションへ移行する。管弦打楽器が自由に打ち鳴らされるものの、通常の奏法が多用されるため、たとえ音量が大きくなろうと、騒音主義的ではまったくない。その演奏の実態はYoutubeに投稿されている多数の動画で参照できる。編成は2管編成が多く用いられている。楽譜の多くはスタンプで一部が隠されたPDFのみフリーダウンロードで、私的な印刷、閲覧および研究のみ可能である。公の演奏には必ずフィンランド音楽情報センターからの許可が必要である。

## 主な門下生
- サーシャ・マキラ
- ピエタリ・インキネン

## プライベート
2回結婚し、5人の子供をもうけた（5人目は55歳の時の子供）が、すでに離婚した。